# Carex cataphyllodes
Espèce
Classification phylogénétique
Carex cataphyllodes est une espèce des plantes du genre Carex et de la famille des Cyperaceae.